# La Recherche de l'absolu
Pour les articles homonymes, voir Recherche et Absolu.
La Recherche de l’absolu est un roman d’Honoré de Balzac, paru d’abord en 1834 dans le tome 3 des Études de mœurs, Scènes de la vie privée, puis, fréquemment remanié par l’auteur, il est publié dans une version raccourcie de 40 pages, en 1839, avec une dédicace à Joséphine Delannoy, bienfaitrice du romancier. Enfin, dans sa troisième version (1845), il est classé dans les Études philosophiques de La Comédie humaine.

## Résumé
À Douai, la maison Claës abrite une des familles les plus célèbres et plus authentiquement flamandes de la région. Balthazar Claës, homme riche et cultivé, mène la vie heureuse d’un grand bourgeois flamand. Il a été l’élève de Lavoisier avec lequel il a étudié la chimie. Il adore la femme qu’il a épousée en 1795, et le bonheur de la famille est complet, jusqu’au jour où, en 1809, Balthazar reçoit la visite d’un mathématicien polonais devenu militaire pour gagner sa vie. L’homme expose à Claës le point précis où il en est arrivé dans sa tentative de décomposer les corps simples afin de découvrir le principe de la matière.
Après le départ de l’officier polonais, Balthazar est pris par le démon de la recherche. Saisi d’une véritable fièvre, il passe de coûteuses commandes de produits chimiques, s’enferme dans son laboratoire de chimie avec son valet, néglige sa femme et ses quatre enfants et conduit sa famille à la ruine. L’intrigue oppose la famille et le dévouement filial à la recherche obsessionnelle du savant, toujours sur le point de trouver « l’absolu » et toujours échouant, jusqu’à sa mort.
Le roman couvre une longue période (1810-1832) qui recouvre les ruines successives de la famille Claës. Chaque fois, la fortune est miraculeusement reconstituée, grâce à la prévoyance de la mère qui finit par mourir de désespoir, puis à la sagesse et à la fermeté de la fille aînée, Marguerite, que l’on pourrait rapprocher d’Eugénie Grandet dans son rôle de jeune fille modèle. Marguerite dirige de fait la maison, tout en laissant à son père l’illusion qu’il garde son autorité sur la famille. La déchéance de Balthazar est décrite avec passion et minutie par un Balzac lui-même ébloui par l’idée d’absolu. Le roman offre aussi un tableau éclatant des mœurs de la ville de Douai et des splendeurs de la maison Claës.
Initialement, La Recherche de l'absolu n'était pas intégré à  La Comédie humaine, cette dernière n'ayant pris ce nom qu'en 1842 alors que le roman avait été écrit en 1834. Balzac a donc intégré a posteriori ce roman dans la partie Étude des mœurs au XIXe siècle. Scènes de la vie privée de La Comédie humaine. Finalement, il a décidé de l'intégrer dans la partie Études philosophiques.
La Recherche de l’absolu est un des textes les plus attachants[réf. nécessaire] de Balzac. Il traite de la recherche de la perfection, thème que l’on retrouve dans Illusions perdues (le papier parfait pour l’imprimerie Séchard) et Le Chef-d’œuvre inconnu (une peinture plus forte que la réalité).

## Thème
C’est un problème moral que soumet ici Balzac à l’attention du lecteur : celui des droits de l’individu supérieurement doué au sein de la société, les déchirements du génie pris entre la passion de ses recherches scientifiques et l’affection pour sa famille qu’il finit par ruiner.

## Sources d’inspiration
Plusieurs sources d’inspiration sont citées concernant le personnage de Balthazar Claës. À Nice, on mentionne Pierre-Joseph Arson, un banquier qui voulut acheter le secret de l’absolu au mathématicien polonais Josef Hoëné-Wronski. Il dépensa plus de 100 000 francs sur seize ans : 17 billets de 4 000 francs, 40 000 francs et une reconnaissance de dette de 108 516 francs. Peut-être 300 000 francs, selon un article du Figaro du 21 août 1831 sur le mode plaisant : « Un jour un homme avait 300 000 francs et n’avait pas l’absolu, M. Hoëne n’avait pas 300 000 francs mais il avait l’absolu. » Furieux d’avoir été berné, Arson fit un procès à Wronski.

## Allusion cinématographique
Beaucoup d’œuvres de Balzac ont été adaptées à l’écran, mais, a priori, aucune adaptation cinématographique n'a été faite de La Recherche de l’absolu. Néanmoins, le film Les Quatre Cents Coups (1959) de François Truffaut fait allusion à cette œuvre. Antoine Doinel plagie la fin de La Recherche de l’absolu lors d’une composition de français. Le professeur lui attribue la note zéro au grand désarroi d’Antoine, qui en fait se souvenait involontairement du passage qu’il avait lu récemment. Antoine Doinel a consacré un autel à Balzac chez ses parents.